# Ялымов, Азиз Гиреевич
Азиз (Газиз) Гиреевич Ялымов (1885, Петропавловск, Акмолинская область, Россия — 27 ноября 1937, Алма-Ата, Казахская ССР, СССР) — деятель революционного движения России.

## Биография
Родился в 1885 году в Петропавловске в Казахстане в татарской семье. Отправился в услужение к состоятельному купцу, дальнему родственнику по материнской линии, в село Троицкое (в Оренбуржье), где совмещал работу с учебой в гимназии. В эти годы познакомился с семьёй Л.А. Кулика. В двадцать лет поступил в Петербургский технологический институт.
Рано приобщился к политической деятельности. В Петропавловске он посещал подпольный кружок, который вел В. Куйбышев. Участвовал в революционных событиях 1905 года, за участие в которых был выслан из Петербурга. Член коммунистической партии с 1905 по 1922 годы. В 1918 году служил в Красной Гвардии. Был членом Бакинской коммуны, после её разгрома избежал расстрела, переправившись на лодке через Каспийское море в Красноводск.
Вошёл в состав Центрального Бюро мусульманских организаций РКП(б), созданный на I Всероссийском съезде коммунистов-мусульман в 1918 году в Москве для координации работы мусульманских секций и бюро при местных комитетах РКП(б), состоял заместителем председателя Центрального Бюро (председатель - И.В. Сталин). В 1919 году командирован ЦК РКП(б) в распоряжение Туркестанского Краевого Мусульманского Бюро РКБ.
Являлся делегатом VIII съезда РКБ(б) (март 1919), от Туркестанской секции Центрального бюро восточных народов был делегатом I конгресса Коммунистического Интернационала, на котором выступал с докладом от имени Центрального Бюро мусульманских коммунистических организаций, в котором показал себя убежденным большевиком и активным пропагандистом идей партии среди мусульманских народов.
...Я не буду доказывать вам великое значение пробуждения Востока для разрастающейся рабочей революции на Западе... Центральное Бюро ставит своей основной задачей пробуждение народов Востока. Именно поэтому я восклицаю: да здравствует революционный союз угнетенных народов Востока с социалистическими рабочими России и Европы!
В начале 1920-х уехал из Москвы, вышел из партии, полностью отошёл от политической деятельности и переехал в Алма-Ату. Работал инспектором-методистом Наркомзема Казахской ССР до 1937 года. Обвиняется в участии «в Татарской националистической организации, ставившей своей задачей свержение советской власти и создание татарского буржуазно-националистического государства под протекторатом Японии, был связан со своим тестем миллионером Муратовым из националистической организации «Шанхай»... Систематически проводил контрреволюционную агитацию, направленную против советской власти и ВКП(б).» Виновным себя не признал.
21 (по другим данным, 27) августа 1937 года арестован НКВД Казахстанской ССР по доносу учителя Шакерзянова. Осуждён 25 ноября 1937 тройкой при УНКВД по Алма-Атинской области по статьям 58-10, 58-11 УК РСФСР к высшей мере наказания. 27 ноября приговор приведён в исполнение. Реабилитирован 20 мая 1985 Верховным судом КазССР по протесту прокурора республики, основание: за отсутствием состава преступления.